# Derek Jackson
Derek Ainslie Jackson (né le 23 juin 1906 à Hampstead – mort le 20 février 1982 à Lausanne) est un physicien atomiste britannique spécialisé dans la spectroscopie,. Sportif accompli, il mène en parallèle une carrière de jockey.

## Biographie
Fils de Sir Charles Jackson, un riche avocat gallois, célèbre connaisseur d'argenterie ancienne et directeur du tabloid News of the World, Derek Jackson manifeste un goût prononcé pour la physique expérimentale et apprend la spectroscopie à Oxford avec Frederick Lindemann. Grâce à cette  technique, il effectue la première mesure du moment magnétique de spin mettant en évidence la structure hyperfine du césium.
Toutefois cette activité scientifique ne le détourne pas de sa passion pour les sports équestres (le steeple-chase) : habitué de la chasse au renard, il se qualifie pour le Grand National de 1935. Il reprend la chasse après 1945, et se qualifie encore à deux reprises pour le Grand National (la dernière fois l'année de ses 40 ans).
Au cours de la Deuxième guerre mondiale, Jackson s'engage dans la Royal Air Force, et participe à la préparation de la défense antiaérienne et des raids de bombardement sur le continent. Il accomplit plus de mille heures de vol comme technicien navigant au sein de l'escadre 604 de la RAF basée à Middle Wallop, le plus souvent en combat de nuit. Il est décoré de la Distinguished Flying Cross, de l'Air Force Cross et l'Order of the British Empire ; paradoxalement, il a désapprouvé la déclaration de guerre à l'Allemagne.
Élu membre de la Royal Society en 1947, Jackson mène le reste de son existence comme exilé fiscal, partageant ses séjours entre l'Irlande, Monaco et la Suisse. À l'invitation de Jacquinot, il reprend ses travaux de spectroscopie à Meudon comme chercheur associé du Laboratoire Aimé-Cotton : il utilise l'interféromètre de Fabry-Pérot du laboratoire pour mettre en évidence les structures fines des isotopes de l'Indium et du Gallium (1953), et grâce à l'interféromètre sphérique de Pierre Connes, parvient (mais par une technique spectroscopique différente) à détecter les structures fines des isotopes du Baryum (1966).

### Vie privée
Jackson a eu une vie privée mouvementée, et, quoique marié six fois, il a vécu maritalement pendant trois ans avec Angela Culme-Seymour, demi-sœur d'une de ses femmes et a été un bisexuel inavoué, . Parmi ses différentes épouses figurent Elizabeth Anne John (dite "Poppet"), une des filles du peintre Augustus John, Pamela Mitford, l'une des sœurs Mitford,, la française Marie Christine Reille, descendante des maréchaux de France Reille, Soult et Masséna, et une "femme fatale", la romancière Barbara Skelton (ex-femme de l'éditeur George Weidenfeld et maîtresse du roi Farouk d'Égypte).

## Écrits
- D. A. Jackson, « Hyperfine structure in the arc spectrum of caesium and nuclear rotation », Proceedings of the Royal Society of London A, vol. 121, no 787,‎ 1928, p. 432 (DOI 10.1098/rspa.1928.0207, Bibcode 1928RSPSA.121..432J)